# Мелнишки хребет
Мелнишкият хребет (на английски: Melnik Ridge) се намира на остров Ливингстън от Южните Шетландски острови в Антарктика. Най-високата му точка е връх Мелник, издигащ се на надморска височина 696 метра.
Хребетът е покрит с лед, частично незаледени са югоизточните му склонове.
Получил е името си от своя най-висок връх, наименуван на българския град Мелник в Пиринска Македония.

## Местоположение
Мелнишкият хребет е разположен в източната част на остров Ливингстън. Дължината му е 2,2 км по направление изток-запад, ширината му е 500 м, а височина е 696 м (връх Мелник). В западния си край е свързан чрез Янковата седловина с хребета Боулс на юг. Хребетът включва от запад на изток хълма Самоковска могила и върховете Мелник, Етрополе и Сливен. Издига се над ледника Струма на юг и изток и ледника Калиакра на север и запад.
Географски координати на Мелнишкия хребет: 62°36′05″ ю. ш. 60°08′30″ з. д. / 62.601389° ю. ш. 60.141667° з. д.

## Проучване
Мелнишкият хребет е проучен за първи път на 28 декември 2004 г. от Любомир Иванов и Дойчин Василев от българската антарктическа експедиция през 2004/2005 година, в рамките на топографско проучване Тангра 2004/05.

## Картографиране
Топографско проучване е направено от българската антарктическа експедиция „Тангра“ през 2004/2005 година.
Картографирането е британско от 1968 година, испанско от 1991 година и българско от 2005 и 2009 година.

## Карти
- South Shetland Islands. Scale 1:200000 topographic map. DOS 610 Sheet W 62 60. Tolworth, UK, 1968.
- Islas Livingston y Decepción.  Mapa topográfico a escala 1:100000.  Madrid: Servicio Geográfico del Ejército, 1991.
- S. Soccol, D. Gildea and J. Bath. Livingston Island, Antarctica. Scale 1:100000 satellite map. The Omega Foundation, USA, 2004.
- L.L. Ivanov et al., Antarctica: Livingston Island and Greenwich Island, South Shetland Islands (from English Strait to Morton Strait, with illustrations and ice-cover distribution), 1:100000 scale topographic map, Antarctic Place-names Commission of Bulgaria, Sofia, 2005
- L.L. Ivanov. Antarctica: Livingston Island and Greenwich, Robert, Snow and Smith Islands. Scale 1:120000 topographic map. Troyan: Manfred Wörner Foundation, 2010. ISBN 978-954-92032-9-5 (First edition 2009. ISBN 978-954-92032-6-4)
- Antarctic Digital Database (ADD). Scale 1:250000 topographic map of Antarctica. Scientific Committee on Antarctic Research (SCAR), 1993–2016.
- A. Kamburov and L. Ivanov. Bowles Ridge and Central Tangra Mountains: Livingston Island, Antarctica. Scale 1:25000 map. Sofia: Manfred Wörner Foundation, 2023. ISBN 978-619-90008-6-1